# Rojewo (powiat inowrocławski)
Rojewo – wieś w Polsce położona w województwie kujawsko-pomorskim, w powiecie inowrocławskim, w gminie Rojewo.

## Podział administracyjny
W latach 1975–1998 miejscowość należała administracyjnie do województwa bydgoskiego. Miejscowość jest siedzibą gminy Rojewo.

## Demografia
Według danych z 31 grudnia 2007 r. Rojewo zamieszkiwało 588 osób. Ponad 3 lata później (III 2011 r.), według Narodowego Spisu Powszechnego, wieś liczyła nadal 588 mieszkańców. Jest największą miejscowością gminy Rojewo.

## Zabytki
Według rejestru zabytków NID na listę zabytków wpisane są:
- kościół ewangelicki, obecnie rzymskokatolicki parafialny pw. NMP Wspomożenia Wiernych, 1908-10, nr rej.: A/907/1-3 z 24.02.2006
- pastorówka, obecnie plebania, 1908-10, nr rej.: j.w.
- budynek gospodarczy, 1910, nr rej.: j.w.